# مجلس معايير المحاسبة الدولية
مجلس معايير المحاسبة الدولية (بالإنكليزية International Accounting Standard Board IASB) هو عبارة عن مجلس تابع لمؤسسة هيئة معايير المحاسبة الدولية (بالإنكليزية International Accounting Standards Committee IASC Foundation) وهي مؤسسة غير حكومية, مستقلة, غير ربحية تعمل للصالح العام وأهدافها الرئيسية هي:
- تطوير مجموعة واحدة من المعايير الدولية لإعداد التقارير المالية بحيث تكون عالية الجودة ومفهومة وقابلة للتطبيق ومقبولة عالميا من خلال هيئة وضع المعايير التابعة لها مجلس معايير المحاسبة الدولية.
- تشجيع الاستخدام والتطبيق الصارم لهذه المعايير
- الأخذ بعين الاعتبار حاجات التقارير المالية للاقتصادات الناشئة والمؤسسات الصغيرة والمتوسطة (SMEs)
- تحقيق تقارب بين معايير المحاسبة المحلية والمعايير الدولية لإعداد التقارير المالية لإيجاد حلول ذات جودة عالية.

## الخلفية والدلالات
```
أُنْشِأت لجنة معايير المحاسبة الدولية (IASC) في عام 1973 وأصدرت عددًا من المعايير المعروفة باسم معايير المحاسبة الدولية (IAS)، ومع إصلاح المنظمة في عام 2001، غيرت اسم هيئة وضع المعايير من اللجنة الدائمة المشتركة بين الوكالات إلى مجلس معايير المحاسبة الدولية،وأنشأت مؤسسة للإشراف عليها، عرفت في البداية باسم مؤسسة اللجنة الدائمة المشتركة بين الوكالات ثم أعيدت تسميتها بمؤسسة المعايير الدولية لإعداد التقارير المالية في منتصف عام 2010م،وفي عام 2001م أيضاً تقرر تسمية المعايير الصادرة حديثاً بالمعايير الدولية للإبلاغ المالي بدلاً من المعايير الدولية للمحاسبة،وأن المجموعة الكاملة من معايير اللجنة الدائمة المشتركة بين الوكالات/المجلس الدولي لمعايير المحاسبة (بما في ذلك معايير المحاسبة الدولية الصادرة حتى عام 2001 والمعايير الدولية للإبلاغ المالي الصادرة منذ ذلك الحين) ستُعرف أيضاً باسم المعايير الدولية للإبلاغ المالي.
```

في عام 2021م قدمت مؤسسة المعايير الدولية لإعداد التقارير المالية تطورًا دلاليًا جديدًا حيث قررت إنشاء مجلس معايير الاستدامة الدولية (ISSB) باعتباره واضع معايير شقيقًا لمجلس معايير المحاسبة الدولية.